# 기원전 50년

## 연호
- 전한(前漢) 감로(甘露) 4년

## 기년
- 전한(前漢) 선제(宣帝) 24년
- 신라(新羅) 혁거세 거서간(赫居世居西干) 8년

## 사건
- 왜인이 군사를 이끌고 와서 신라의 변경을 침범하려다가 되돌아 갔다.[1]
- 율리우스 카이사르, 북이탈리아로 돌아오다.

## 탄생
- 신라의 2대 국왕 남해차차웅

## 참고 문헌
- 김부식 (1145). 〈권제1 혁거세 거서간 條〉. 《삼국사기》.